# Église Saint-Saturnin de Castel-Sarrazin
L'église Saint-Saturnin est un lieu de culte catholique situé sur la commune de Castel-Sarrazin, dans le département français des Landes.

## Présentation
Les parties romanes de l'édifice, chevet et mur sud de la nef remontent au XIIe siècle. Le bas-côté nord a été ajouté tardivement, au XVIe siècle ou au XVIIe siècle, époque où la plupart des fenêtres ont été percées ou remaniées. La sacristie est datable du XVIIIe siècle grâce au profil de ses fenêtres. Le porche est construit en 1856, date portée sur la clef de l'arcade d'entrée, et un clocher-tour en 1898.
L'autre église de la commune est l'église Notre-Dame du Bourg de Castel-Sarrazin.